# Unterseeboot 170
L'Unterseeboot 170 (ou U-170) est un sous-marin allemand (U-Boot) de type IX.C/40 utilisé par la Kriegsmarine pendant la Seconde Guerre mondiale.

## Historique
Mis en service le 19 janvier 1943 à Lorient, Son équipage est celui du U-171 coulé par une mine devant Lorient en octobre 1942. l'Unterseeboot 170 passe son temps d'entraînement initial à Stettin, dans la 4. Unterseebootsflottille. À partir du 1er juin 1943 il est affecté à une unité de combat à Lorient dans la 2. Unterseebootsflottille. Avec l'avancée des forces alliées en France et avant la reddition de la poche de Lorient en septembre 1944, il est affecté dans la 33. Unterseebootsflottille à Flensbourg le 1er novembre 1944.
Il quitte le port de Kiel pour sa première patrouille le 27 mai 1943 sous les ordres du Kapitänleutnant Günther Pfeffer. Après 44 jours en mer, il rejoint la base sous-marine de Lorient qu'il atteint le 9 juillet 1943.
En Aout 1943, il part vers les côtes du Brésil de la base sous-marine de Lorient. Il rentrera à Lorient en décembre 1943 avec un bateau coulé le "Campos".
L'Unterseeboot 170 effectue quatre patrouilles dans lesquelles il coule un navire de commerce de 4 663 tonneaux au cours de ses 396 jours en mer.
En février 1944 le U-170 pars de Lorient pour aller dans les eaux Américaine entre Cap Hatteras et les Bahamas il rentrera en mai 1944 sans succès.
Le 2 juin le U-170 change de commandant : Hans-Gerold Hauber.
Sa quatrième patrouille part de la base sous-marine de Lorient le 1er août 1944 sous les ordres de l'Oberleutnant zur See Hans-Gerold Hauber.

Le 31 octobre 1944, l'U-Boot attaque un convoi escorté par des destroyers et décoche une torpille T-5, ; il reçoit une contre-attaque de charges de profondeur et est gravement endommagé. 

Le 5 novembre 1944, l'U-170 signale des dégâts à son Schnorchel à la suite d'une attaque par des charges de profondeur et bat en retraite pour les réparations. Après 126 jours en mer, il arrive à Horten le 30 novembre 1944.
La reddition de l'Allemagne est signée. Il est transféré le 29 mai 1945 par les forces alliées à Loch Ryan pour être détruit le 30 novembre 1945 lors de l'opération alliée de destruction massive d'U-Boote.

Il repose au large de l'Irlande à la position de 55° 44′ N, 7° 53′ O.

## Affectations successives
- 4. Unterseebootsflottille du 19 janvier au 31 mai 1943 (entrainement)
- 10. Unterseebootsflottille du 1er juin 1943 au 31 octobre 1944 (service actif)
- 33. Unterseebootsflottille du 1er novembre 1944 au 8 mai 1945 (service actif)

## Commandement
- Kapitänleutnant Günther Pfeffer du 19 janvier 1943 à juillet 1944
- Oberleutnant zur See Hans-Gerold Hauber de juillet 1944 au 8 mai 1945

## Patrouilles
|       | Commandant               | Départ         | Départ  | Arrivée          | Arrivée   | Jours     | Succès  |
| ----- | ------------------------ | -------------- | ------- | ---------------- | --------- | --------- | ------- |
| 1     | Kptlt. Günther Pfeffer   | 27 mai 1943    | Kiel    | 9 juillet 1943   | Lorient   | 44 jours  |         |
| 2     | Kptlt. Günther Pfeffer   | 29 août 1943   | Lorient | 23 décembre 1943 | Lorient   | 117 jours | 4 663   |
| 3     | Kptlt. Günther Pfeffer   | 9 février 1944 | Lorient | 27 mai 1944      | Lorient   | 109 jours |         |
| 4     | Oblt. Hans-Gerold Hauber | 1er août 1944  | Lorient | 4 décembre 1944  | Flensburg | 126 jours |         |
| Total | Total                    | Total          | Total   | Total            | Total     | 396 jours | 4 663 t |

Note : Oblt. = Oberleutnant zur See - Kptlt. = Kapitänleutnant

## Navires coulés
L'Unterseeboot 170 a coulé un seul navire pour un total de 4 663 tonneaux au cours des quatre patrouilles (396 jours en mer) qu'il effectua.
| Date            | Nom    | Nationalité | Tonnage (GRT) | Fait  |
| --------------- | ------ | ----------- | ------------- | ----- |
| 23 octobre 1943 | Campos | Brésil      | 4 663         | Coulé |